# ميكروبيولوجيا الأنظمة
ميكروبيولوجيا الأنظمة عبارة عن اتحاد بيولوجيا الأنظمة والميكروبيولوجيا المتخصصة في دراسة التفاعلات المتحركة لأكثر من مكون في النظام الميكروبيولوجي وذلك لفهم وتوقع سلوك هذه النظام ككل. وتعمل ميكروبيولوجيا الأنظمة على نشر الانضباط المزود من قبل حقبة الأومكس والتطورات التقنية التي أدت إلى إتاحة البيانات بشكل كبير.

## التمثيل الغذائي الخلوي
وقد أدت التقنيات فائقة الإنتاج في الميكروبيولوجي إلى التركيز على جميع جوانب بيولوجيا النظام. كما يمكن استخدام البيانات البيولوجية الموجودة في المستويات الخلوية (على سبيل المثال والجنيوم والبروتيوميات ونواتج الأيض) لتدعيم نماذج المستوى الجيني في عملية التمثيل الغذائي. ويمكن أن ترتبط التكهنات التي تم تحقيقها بالطرق المتعلقة بتداول الوراثيات الجزيئية والتحديد التجريبي للتدفقات الأيضية. كما ترتبط شبكة الميكروب الأيضية بنمطها الظاهري. وتتحقق الصورة البيولوجية لأنظمة عملية التمثيل الغذائي البكتيري عن طريق دمج التشكيل الحسابي للمقياس الجيني مع أدوات الوراثيات الجزيئية.

## الانجذاب الكيميائي
يسمح سبيل التَنْبيغ الفردي في ظاهرة الانجذاب الكيميائي للخلايا الميكروبية بالشعور بالأوساط المحيطة من أجل تنظيم الخلايا المتحركة الرَحَوِيّة المذيلة، ومن ثم تسمح لهذه الخلايا بالسباحة باتجاه العناصر الغذائية وبعيدًا عن السموم. كما توصلت أساليب حديثة تستخدم بيولوجيا الأنظمة إلى تنقيح النماذج الموجودة وكذلك زيادة مدى فهمنا لشعور وإشارة البكتيريا.

## العدوى
تسبب العدوى الميكروبية ما يقرب من ربع الوفيات حول العالم. كما أن الزيادة الحادثة في مقاومة الجراثيم للأدوية تدعو إلى القلق. ويمكن أن تترجم عملية تصدي بيولوجيا الأنظمة للزيادة السريعة في البيانات الناجمة عن التطورات التقنية إلى التطبيقات العملية الخاصة بالرعاية الصحية للإنسان.

## استجابة الضغوط
كما تمكنت الكائنات الحية الدقيقة بتطوير آليات تكشف التغيير البيئي من أجل البقاء على قيد الحياة في الظروف الضارة بغرض التأقلم مع هذا التغيير بصورة مناسبة. وتقوم الكائنات الحية الدقيقة بمقاومة كافة الضغوط المختلفة في وقت واحد كما تتفاعل أنظمة الاستجابة للضغوط مع بعضها البعض عبر مجموعة من الشبكات المنتظمة العالمية. ويمكن أن تقوم أنظمة الاستجابة للضغوط بدور هام في فَوْعَة المتعضيات الممرضة.